# Washburn (Wisconsin)
Washburn ist eine Kleinstadt (mit dem Status „City“) im Bayfield County im US-amerikanischen Bundesstaat Wisconsin. Im Jahr 2010 hatte Washburn 2117 Einwohner und war damit die größte Stadt des Bayfield County.

## Geographie
Washburn liegt auf 46°40' nördlicher Breite und 90°54' westlicher Länge und erstreckt sich über 16,0 km2 (davon 10,2 km2 Landfläche) auf einer Höhe von 211 Meter über dem Meeresspiegel.  Die Stadt liegt am Oberen See in der Chequamegonbucht.
Durch das Stadtgebiet führt der Wisconsin Highway 13.
Die Stadt war an das Schienennetz der Chicago and North Western Railway angebunden, der Zugverkehr wurde schon vor 1980 eingestellt.
Die nächstgelegenen größeren Städte sind Duluth (ca. 110 km westlich), Wausau (ca. 260 km südöstlich), das kanadische Thunder Bay (ca. 240 km Luftlinie nördlich am anderen Ufer des Lake Superior) und die Twin Cities (Minneapolis und Saint Paul) in Minnesota (ca. 310 km südwestlich). Washburn liegt ca. 460 km nördlich von Madison, der Hauptstadt des Bundesstaates. Die nächstgelegene Millionenstadt ist Chicago, ca. 680 km südöstlich.
Der Gogebic-Iron County Airport liegt 75 Kilometer östlich der Stadt bei Ironwood.
Der Chequamegon National Forest liegt in der Nähe von Washburn.

## Demografische Daten
Nach der Volkszählung im Jahr 2010 lebten in Washburn 2117 Menschen in 934 Haushalten. Die Bevölkerungsdichte betrug 207,5 Einwohner pro Quadratkilometer. In den 934 Haushalten lebten statistisch je 2,15 Personen.
Ethnisch betrachtet setzte sich die Bevölkerung zusammen aus 88,4 Prozent Weißen, 0,8 Prozent Afroamerikanern, 5,9 Prozent amerikanischen Ureinwohnern, 0,3 Prozent Asiaten sowie 0,6 Prozent aus anderen ethnischen Gruppen; 4,1 Prozent stammten von zwei oder mehr Ethnien ab. Unabhängig von der ethnischen Zugehörigkeit waren 1,6 Prozent der Bevölkerung spanischer oder lateinamerikanischer Abstammung.
21,6 Prozent der Bevölkerung waren unter 18 Jahre alt, 59,6 Prozent waren zwischen 18 und 64 und 18,8 Prozent waren 65 Jahre oder älter. 51,3 Prozent der Bevölkerung war weiblich.

Das mittlere jährliche Einkommen eines Haushalts lag bei 47.824 USD. Das Pro-Kopf-Einkommen betrug 27.312 USD. 10,6 Prozent der Einwohner lebten unterhalb der Armutsgrenze.

## Geschichte
Die Stadt wurde 1879 gegründet und nach Cadwallader C. Washburn, der von 1872 bis 1874 Gouverneur Wisconsins war, benannt.

## Personen die mit der Stadt in Verbindung gebracht werden
- Hubert H. Peavey (1881–1937), Politiker, Abgeordneter für Wisconsin im US-Repräsentantenhaus, in Washburn verstorben.
- Morgan Hamm (* 1982), Kunstturner, Silbermedaillen-Gewinner bei Olympia, in Washburn geboren
- Paul Hamm (* 1982), Kunstturner, Weltmeister und Olympiasieger, in Washburn geboren